# Xavier da Cunha
Xavier da Cunha (Évora, 14 de Fevereiro de 1840 — Lisboa, 11 de Janeiro de 1920) foi um médico e intelectual, escritor, poeta e bibliógrafo, que entre outras funções foi director da Biblioteca Nacional de Lisboa (1902-1911). Publicou parte da sua obra sob o pseudónimo de Olímpio de Freitas, pseudónimo este que foi por si utilizado como colaborador da Revista Contemporânea de Portugal e Brasil  (1859-1865). Foi autor de Lisboa creche: jornal miniatura  (1884) e colaborou na obra In Memoriam: Júlio de Castilho  publicada em 1920.